# Virus (sastav)
Virus je bio norveški avangardni metal sastav osnovan 2000. godine u Oslu. Sastav je osnovao pjevač i gitarist Czral koji sastav smatra nastavkom svoje prethodne grupe Ved Buens Ende zbog sličnih glazbenih elemenata i avangardnog oblika neuobičajenog eksperimentiranja.

## Povijest
Sastav su 2000. godine osnovali Carl-Michael Eide (također znan kao Czral) i Einar Sjursø, dva od tri člana grupe Ved Buens Ende.
Debitantski je album sastava Carheart (koji je izvorno nosio radni naslov The Drama Hour) objavila diskografska kuća Jester Records u kolovozu 2003. godine. Pjesme na Carheartu bile su skladane na apsurdističan način te je cjelokupni album u biti glazbeno uvelike različit od glazbenog stila koji je prevladavao na Written in Watersu, jedinome studijskom albumu Ved Buens Endea; zbog tog je razloga album zadobio mješovite kritike.
Tri godine poslije objave Carhearta Eide, Sjursø i Yusaf Parvez (poznatiji kao Vicotnik) ponovno su pokrenuli rad projekta Ved Buens Ende, no rad je sastava ubrzo prestao nakon par probi. U pogledu toga Eide je komentirao:
Svojim se drugim albumom The Black Flux sastav, prema mišljenju mnogih publikacija, vratio zvuku i atmosferi Ved Buens Endea.
U travnju je 2010. godine basist Petter Berntsen (poznatiji kao Plenum) napustio sastav. Krajem lipnja iste godine sastav je kao gostujućeg basista angažirao Bjørgea Eidea Martinsena, poznatijeg kao Bjeima.
Sastav je objavio svoj treći studijski album, The Agent That Shapes the Desert, u veljači 2011. godine te je album zadobio uglavnom pozitivne kritike; međutim, neki su recenzenti kritizirali glazbeni stil albuma koji se gotovo uopće nije izmijenio u usporedbi s prethodnim albumom.
Krajem 2012. godine sastav objavljuje svoj prvi EP pod imenom Oblivion Clock, koji je ujedno i posljednje glazbeno izdanje skupine na kojem je svirao gostujući basist Bjeima; prethodni basist Plenum vraća se sastavu 2014. godine.
Sastav je objavio svoj četvrti studijski album Memento Collider u lipnju 2016. godine. U travnju 2017. godine Virus je objavio sedmoinčni EP Investigator koji se sastojao od dvije pjesme snimljenih u doba smimanja Memento Collidera, ali koje nisu završile na samome albumu. Skupina je najavila svoje razilaženje na Facebooku 13. studenog 2018. godine.

## Članovi sastava
| Trenutna postava - Czral — vokali, gitara (2000. - danas) - Plenum — bas-gitara (2000. – 2010., 2014. - danas) - Einar Sjursø — bubnjevi (2000. - danas) | Koncertni članovi - Flipz — prateći vokali, gitara - Krebz — prateći vokali, gitara - Kai Åsvik — bas-gitara (2011. - danas) |

## Diskografija
Studijski albumi
- Carheart (2003.)
- The Black Flux (2008.)
- The Agent That Shapes the Desert (2011.)
- Memento Collider (2016.)

EP-ovi
- Oblivion Clock (2012.)
- Investigator (2017.)

Demo-uradci
- Demo 2000 (2009.)

## Vanjske poveznice

### Sestrinski projekti
|  | Zajednički poslužitelj ima još gradiva o temi Virus |

### Mrežna mjesta
- Virus na Myspaceu
- Virus na Encyclopaediji Metallum
- Intervju sa Czralom iz prosinca 2008.